# John Lei Jiapei
John Lei Jiapei (chiń. 雷家培; ur. w czerwcu 1970) – chiński duchowny katolicki, biskup Ningyuan od 2016.

## Życiorys
Święcenia kapłańskie otrzymał w 1995.
W 2015 wybrany administratorem apostolskim diecezji. Sakrę biskupią przyjął z mandatem papieskim 2 grudnia 2016 i został biskupem ordynariuszem Ningyuan.